# Ruta Estatal de California 167
La Ruta Estatal de California 167, y abreviada SR 167 (en inglés: California State Route 167) es una carretera estatal estadounidense ubicada en el estado de California. La carretera inicia en el Oeste desde la US 395     cerca de Lundy hacia el Este en la SR 359 . La carretera tiene una longitud de 34,3 km (21.331 mi).

## Mantenimiento
Al igual que las autopistas interestatales, y las rutas federales y el resto de carreteras estatales, la Ruta Estatal de California 167 es administrada y mantenida por el Departamento de Transporte de California por sus siglas en inglés Caltrans.

## Cruces
La Ruta Estatal de California 167 es atravesada principalmente por las siguientes rutas:
Toda la ruta se encuentra dentro del condado de Mono.
| Localidad | Miliario | Destinos                        | Notas                                           |
| --- | -------- | ------------------------------- | ----------------------------------------------- |
| Pole Line Junction | 0.00     | Lundy Lake Road                 | Continuación más allá de la US 395              |
| Pole Line Junction | 0.00     | US 395 – Lee Vining, Bridgeport |                                                 |
| | 21.33    | Frontera con Nevada             | Frontera con Nevada                             |
| | 21.33    | SR 359 – Hawthorne              | Continuación más allá de la frontera con Nevada |
| 1.000 mi = 1.609 km; 1.000 km = 0.621 mi Cerrada/Antigua • Terminal concurrente • Acceso incompleto • Propuesta/Sin abrir |          |                                 |                                                 |